# Dilkea tillettii
Dilkea tillettii är en passionsblomsväxtart som beskrevs av Feuillet. Dilkea tillettii ingår i släktet Dilkea och familjen passionsblomsväxter. Inga underarter finns listade i Catalogue of Life.